# Limnophora iniqua
Limnophora iniqua är en tvåvingeart som först beskrevs av Stein 1911.  Limnophora iniqua ingår i släktet Limnophora och familjen husflugor. Inga underarter finns listade i Catalogue of Life.